# Damascus (Geórgia)
Damascus é uma cidade  localizada no estado americano de Geórgia, no Condado de Early.

## Demografia
Segundo o censo americano de 2000, a sua população era de 277 habitantes.
Em 2006, foi estimada uma população de 265, um decréscimo de 12 (-4.3%).

## Geografia
De acordo com o United States Census Bureau tem uma área de
4,6 km², dos quais 4,6 km² cobertos por terra e 0,0 km² cobertos por água. Damascus localiza-se a aproximadamente 60 m acima do nível do mar.

## Localidades na vizinhança
O diagrama seguinte representa as localidades num raio de 32 km ao redor de Damascus.